# 黒部市立若栗小学校
黒部市立若栗小学校（くろべしりつ わかぐりしょうがっこう）は富山県黒部市にある公立小学校。

## 沿革
- 1873年7月15日 - 『第六大学区新川県管内第一中学区寛栗小学校』として、真照寺内に仮屋を建てて創立[2]。
- 1874年7月15日 - 現在地にて[3]校舎新築落成[4]（旧下新川郡最初の創立校舎）。
- 1887年 - 拾弐番設置区若栗簡易小学校と改称[5]。
- 1889年6月 - 下新川郡第弐拾弐番設置区域となる[5]。
- 1890年4月1日 - 若栗簡易小学校と改称[6]。
- 1891年4月1日 - 2階を寛栗尋常小学校、1階を若栗簡易小学校とする[6]。
- 1892年10月1日 - 寛栗尋常小学校と改称[5]。
- 1895年 - 若栗尋常小学校と改称[3]。
- 1916年4月7日 - 校舎改築落成式挙行[7]。
- 1928年 - 講堂増築[3]。
- 1941年4月1日 - 桜井町立若栗国民学校と改称[8]。
- 1944年8月27日 - 東京都の東蒲田国民学校、西蒲田国民学校の学童疎開を受け入れ[9]。
- 1945年5月17日 - 東京都の北蒲田国民学校の学童疎開を受け入れ[9]。
- 1947年 - 桜井町立若栗小学校と改称[3]。
- 1954年 - 黒部市立若栗小学校と改称。二宮尊徳像（設置）寄贈辻谷直作氏[3]。
- 1961年 - 講堂新築[3]。
- 1971年 - 給食室廃止。市給食センターに統合[3]。
- 1972年 - 校舎新築促進委員会発足、運動場新築工事着工[3]。
- 1973年
  - 4月下旬 - 創校100周年。この記念事業の一環として、大運動場が完成[10]。
  - 7月15日 - 創校100周年[10]。
  - 9月 - 校舎新築に着手[10]。
  - 同年中 - 校旗新調[3]。
- 1974年 - 鉄筋校舎第1期竣工[10]。
- 1975年4月 - 鉄筋校舎第2期竣工し、新校舎の全工事が完了[10][3]。
- 1977年7月 - プール竣工[3]。
- 1982年 - グラウンド照明設備設置[10]。
- 1983年 - グラウンド防球ネット、相撲場完成[10]。
- 1985年 - 新館（体育室、ランチルーム、ミーティングルーム）竣工[3]。
- 1986年
  - 2月24日 - 新しく完成したランチルームが、この日より利用開始となる[11]。
  - 同年中 - 屋外運動場完成[3]。
- 1993年9月 - 創校120周年校舎大規模改修第1期工事完成[3]。
- 1994年
  - 8月 - 校舎大規模改修第2期工事完成[3]。
  - 11月 - 校舎改築記念事業[3]。
- 2000年 - 校内LAN（幹線：光ファイバーケーブル）構築。特殊学級設置[3]。
- 2006年3月31日 - 黒部市・宇奈月町合併による黒部市発足により黒部市立若栗小学校となる[3]。
- 2014年 - 自閉症・情緒障害特別支援学級「あさがお級」設置[3]。

## 通学区域
若栗(全域)、荻生(寺坪の一部)

## 進学先
- 黒部市立明峰中学校

## 著名な出身者
- 川村啓真 - 元プロ野球選手